# Ptychadena mapacha
Ptychadena mapacha là một loài ếch trong họ Ptychadenidae.
Nó được tìm thấy ở Namibia, có thể cả Angola, có thể cả Botswana, và có thể cả Zambia.
Các môi trường sống tự nhiên của chúng là xavan khô và đầm nước ngọt có nước theo mùa.